# Ligeria digitaliflora
Ligeria digitaliflora là một loài thực vật có hoa trong họ Tai voi. Loài này được (Paxton) Decne. mô tả khoa học đầu tiên năm 1848.